# 八小部洲
八小部洲，又称八中洲，是佛教传说中的地理名词，分别为提诃洲、毗提诃洲、舍谛洲、上仪洲、遮末罗洲、筏罗遮末罗洲、矩拉婆洲、拉婆洲。
八小部洲位于世界中央的须弥山周围的海上，在四大部洲周围。其中提诃洲和毗提诃洲位于东胜神洲附近，舍谛洲和上仪洲位于西牛贺洲附近，遮末罗洲和筏罗遮末罗洲位于南赡部洲附近，矩拉婆洲和拉婆洲位于北俱芦洲附近。